# 1982 في هولندا

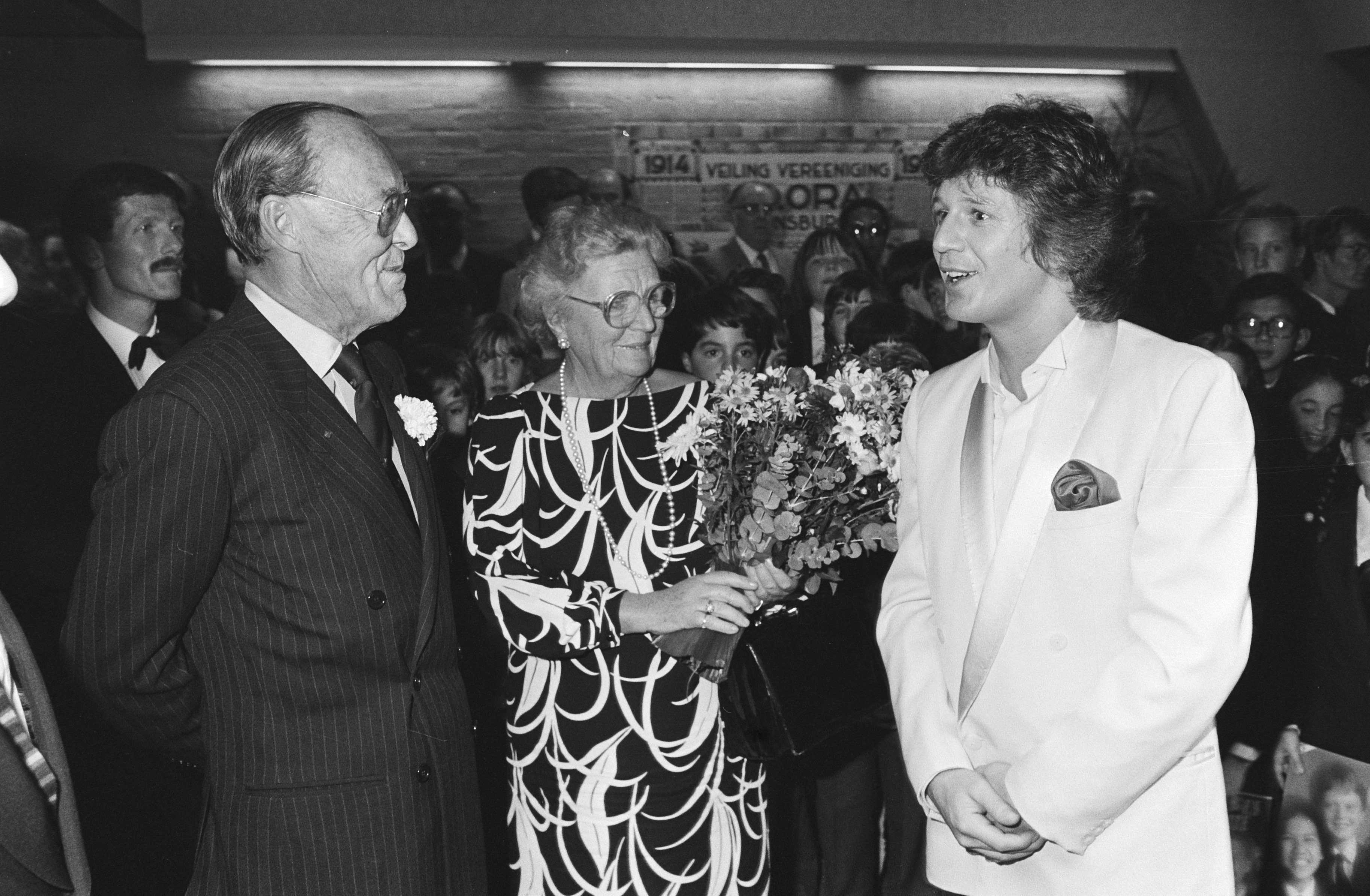
الأميرة جوليانا و الأمير برنارد مع المغني جيرارد لينورمان

## حالي
- ملك: بياتريكس ملكة هولندا
- رئيس وزراء: دريس فان أغت حتى 4 نوفمبر، بعد 4 نوفمبر رود لوبرز